# Niccolò Gaburri
Niccolò Francesco Maria Gaburri, parfois appelé Niccolò Gaburri, ou seulement Gaburri (né le 17 décembre 1675 à Florence, où il est mort le 8 mai 1742) était un écrivain italien, un historien de l'art et un collectionneur d'art de la fin du XVIIe et de la première moitié du XVIIIe siècle.

## Biographie
Niccolò Gaburri était un personnage important de la ville de Florence au tournant des XVIIe et  XVIIIe siècles. Descendant de la célèbre famille des Gaburri, il fut membre du Conseil des 200, chevalier de l'Ordre de San Stefano, page à la cour du grand-duc Cosme III (1693). Il vivait dans le Palazzo Vivarelli Colonna.
Écrivain et membre de l'Accademia della Crusca, Niccolò Gaburri fut également président de l'Académie des Beaux-Arts de 1718 à 1740. Il est essentiellement connu pour avoir écrit, à partir de 1719 un ambitieux dictionnaire encyclopédique de biographies de peintres, classés depuis les primitifs jusqu'à ses contemporains, le Vite dei Pittori, appelé parfois, comme celui de Giorgio Vasari, « le Vite. »